# شهرستان لونگیاو
شهرستان لونگیاو (به لاتین: Longyao County) یک منطقهٔ مسکونی در چین است که در شینگتای واقع شده‌است. شهرستان لونگیاو ۷۴۹ کیلومتر مربع مساحت و ۵۱۷٬۰۹۸ نفر جمعیت دارد و ۳۷ متر بالاتر از سطح دریا واقع شده‌است.